# 石綿障害予防規則
石綿障害予防規則（いしわたしょうがいよぼうきそく、平成17年2月24日厚生労働省令第21号）は、石綿の安全な取扱と障害予防についての基準を定めた厚生労働省令である。
労働安全衛生法に基づき定められたものである。

## 構成
- 第1章 総則（第1条・第2条）
- 第2章 石綿等を取り扱う業務等に係る措置
  - 第1節 解体等の業務に係る措置（第3条 - 第9条）
  - 第2節 石綿等が吹き付けられた建築物等における業務に係る措置（第10条）
  - 第3節 石綿等を取り扱う業務に係るその他の措置（第11条 - 第15条）
- 第3章 設備の性能等（第16条 - 第18条）
- 第4章 管理（第19条 - 第35条）
- 第5章 測定（第36条 - 第39条）
- 第6章 健康診断（第40条 - 第43条）
- 第7章 保護具（第44条 - 第46条）
- 第8章 製造許可等（第47条・第48条）
- 第8章の2 石綿作業主任者技能講習（第48条の2）
- 第9章 報告（第49条）
- 附則